# Skyliner

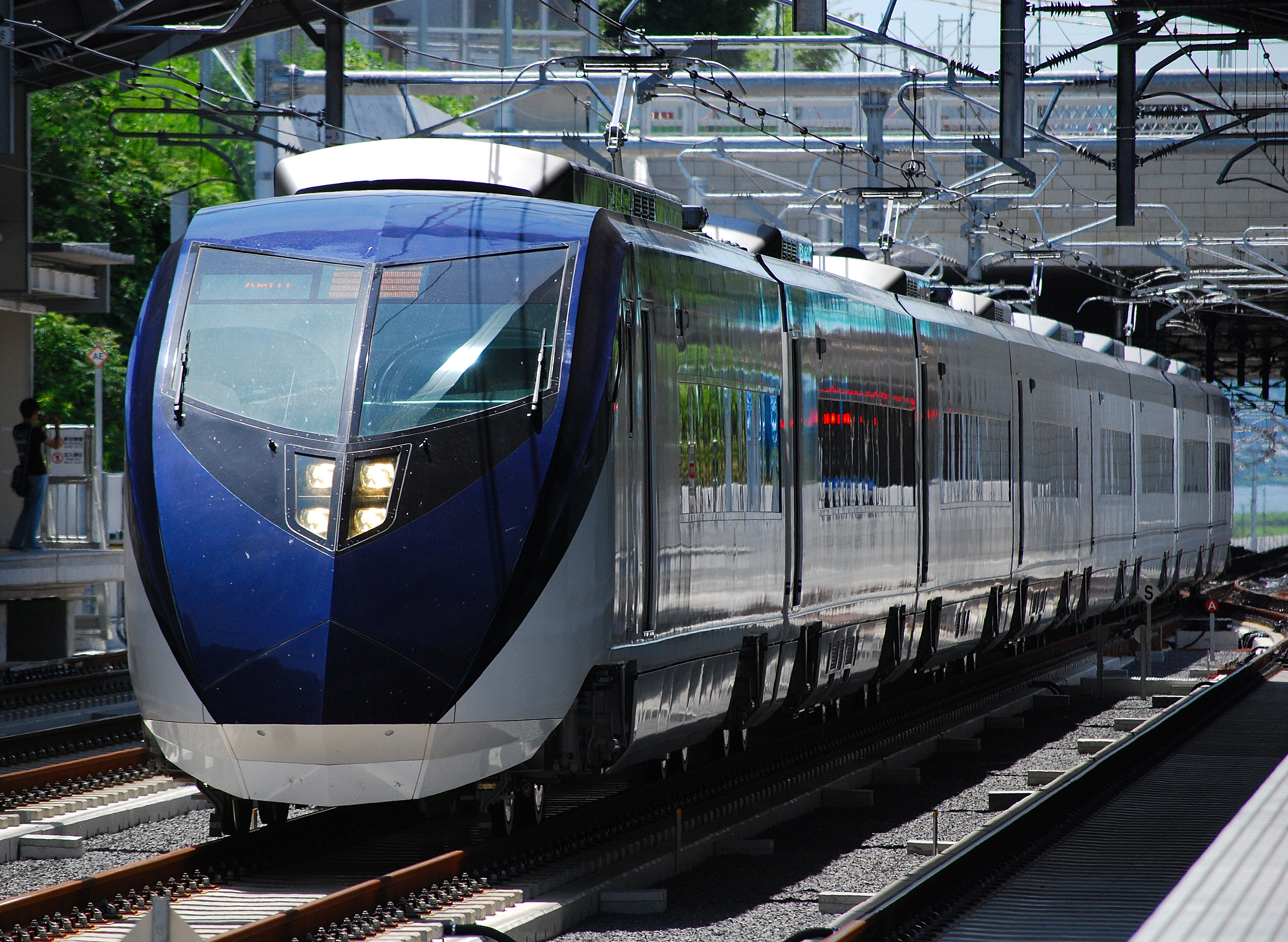
Une rame serie AE Skyliner

Skyliner (スカイライナー, sukairainā) est un service ferroviaire reliant Tokyo à l'aéroport de Narita. Il est géré par la compagnie Keisei. 

## Historique
Depuis le 17 juillet 2010, le service Skyliner n'utilise plus la ligne principale Keisei mais une nouvelle ligne appelée Narita Sky Access et dispose de nouveaux trains de la série AE. Le temps de parcours a été réduit de 15 minutes.

## Caractéristiques

Tracé du Skyliner

Le service Skyliner est effectué entre les gares de Keisei Ueno et de l'aéroport de Narita Terminal 1, avec des arrêts intermédiaires aux gares de Nippori et de l'aéroport de Narita Terminal 2·3. Certains services desservent également la gare d'Aoto.
Le parcours entre Nippori et l'aéroport de Narita dure environ 36 minutes et coûte 2 400 ¥.
Le service Narita Express de la compagnie JR East est le principal concurrent.

### Gares desservies
- Keisei Ueno
- Nippori
- Aoto
- Aéroport de Narita Terminal 2·3
- Aéroport de Narita Terminal 1